# Claire Bannwarth
Claire Bannwarth (Reims, França, 5 de febrer de 1989) és una corredora de llarga distància francesa, especialista en maratons, ultratrails i ultrafons.
Anomenada amb el sobrenom de ‘‘Lapin DuDuracell’’, aquesta atleta francesa, nascuda a Reims i resident a Huningue, a Haut-Rhin, el 2022 fou considerada la nova reina de l'ultra-trail, pel seus resultats en el mont de l'ultraressitencia: 20 victòries acumulades en 4 anys.
Bannwarth té el rècord Backyard Ultra amb 61 voltes (Suffolk, Anglaterra, juny de 2023) i el rècord femení francès de 24 hores amb 228.424 km km (Couvet, Suïssa, 24 d'abril de 2021).
Seleccionada per a l'equip francès per al Campionat d'Europa de 24 hores a Verona, Itàlia el 2022, va guanyar una medalla de plata per equips i va ocupar el 14è lloc individualment amb 232.599 quilòmetres.
És coneguda per les seves actuacions en esdeveniments de llarga distància, inclosa la primera dona a la 'Montane Winter Spine Race 2023 6 i la primera dona a guanyar la classificació general a la 'Tahoe 200 Miles Endurance Run' 2023.
Durant la seva joventut, va provar la esgrima, incorporant-se a la selecció francesa de floret en les categories júnior. Va ser seleccionada per a la selecció francesa al Campionat del Món júnior d'Acireale 2008. Aleshores es trobava al top 16 francès entre els sèniors. Els seus estudis i la seva feina com li permeten assistir més als entrenaments. A partir d'aleshores, Claire Bannwarth es va dedicar a les carreres, per acostar-se a la feina cada dia en el seu viatge a casa-feina, córrent entre 35 i 40 quilòmetres al dia a un ritme moderat. Va evolucionar d'aquesta manera durant diversos anys, abans d'inscriure's a la seva primera cursa, la marató de Reims el 2016 on va acabar 2a dona en 3:22:45. El mateix any, va guanyar el Sparnatrail (56 km) a Épernay. L'agost de 2017, per consell d'una amiga, va fer cua per a l'UT4M (160 km en 4 etapes de 40 km), la seva primera cursa d'ultratrail. Acabà com a 5a classificada femenina, descobrint així la passió per les curses de llarga distància.
El març del 2021 Bannwarth guanyà la 'Transgrancanaria 360°', una prova de 240 km. amb un desnivell de 12.500 metres, creuant la meta de Maspalomas de nit en onzena posició, i amb un temps de 63 hores, 42 minuts i 50 segons.
El juliol del 2021 Bannwarth va aconseguir vencer a la 281+ Ultramarathon, aconseguint no solament la victòria en la classificació femenina, sinó també en la classificació absoluta.
El novembre del 2021 Claire Bannwarth també va guanyar la Transgrancanaria 360°, una prova de 240 km. i un desnivell de 12.500 metres, arribant a meta amb un temps 63 hores, 42 minuts i 50 segons després, va creuar la meta de Maspalomas de nit en onzena posició.
Amb l'estrena de les 200 milles de l'Ultra Trail Tarragona, la primera cursa d'aquesta distància a Espanya, Claire Bannwart, que sortia com a favorita, des del primer quilòmetre va marcar el pas de la cursa femenina per davant de les seves rivals. Sota un diluvi, pararia el crono després de 65 hores, 38 minuts i 54 segons.
El gener del 2023 Claire Bannwarth en la primera dona en arribar a meta, en 5a posició de la general, a la mítica 'Spine Race 2023'.
El març del 2023, competint amb l'equip 'Raidlight Team', Bannwarth es proclamà guanyadora absoluta de la 'TRAILCAT 200', la prova tarragonina de 321 quilòmetres de recorregut i 8.700 m de desnivell positiu, amb sortida i arribada a Prades, que transcorre per les Muntanyes de Prades, el Priorat, la Serra de Llaberia i el Parc Natural del Montsant, revalidant d'aquesta manera el triomf femení aconseguit en 2022. Amb aquest rècord entra en la llista de les poques dones que han aconseguit imposar-se als homes en una cursa.
El maig de 2023 la corredora francesa va enportar-se el triomf de la categoria femenina a la Trail Menorca Camí de Cavalls, amb sortida i arribada a Ciutadella de Menorca, aconseguint un temps de 23:16:43.
El novembre de 2023, a la 'The Challenge Gran Canària', a la arribada a meta al nucli urbà de Tejeda, Bannwarth va ser la primera a la classificació femenina i la segona a la classificació general, amb un registre de 58 hores, 29 minuts i 40 segons.

## Palmarès
| Clas. General | Clas. Dones | Cursa                                                 | Distància  | Desnivell + | Data             | Temps    |
| ------------- | ----------- | ----------------------------------------------------- | ---------- | ----------- | ---------------- | -------- |
| 28a           | 3a          | Sparnatrail 56 km (Épernay)                           | 56 km.     | 1.380 m.    | 13 novembre 2016 | 5:34:20  |
| 34a           | 3a          | Éco-Trail de Paris Île-de-France (París)              | 80 km.     | 1.410 m.    | 17 març 2018     | 7:36:17  |
| 11a           | 1a          | Transgrancanaria 360° (Maspalomas)                    | 240 km.    | 2.500 m.    | 9 març 2021      | 63:42:50 |
| 15a           | 2a          | Tenerife Bluetrail (Adeje)                            | 105.6 km.  | 6.180 m.    | 4 juny 2021      | 15:10:27 |
| 7a            | 2a          | UT4M Xtrem (Grenoble)                                 | 176 km.    | 11.400 m.   | 16 juliol 2021   | 32:20:12 |
| 1a            | 1a          | 281+ Ultramarathon (Beira Baixa)                      | 281 km.    | 5.020 m.    | 25 juliol 2021   | 39:00:00 |
| 2a            | 1a          | 360° The Challenge (La Gomera)                        | 212 km.    | 13.000 m.   | 25 novembre 2021 | 49:36:00 |
| 10a           | 1a          | Ultra Trail Tarragona (Tarragona)                     | 200 milles | 7.800 m.    | 9 març 2022      | 65:38:54 |
| 5a            | 1a          | Spine Race 2023 (Edale)                               | 431 km.    | 10.732 m.   | 15 gener 2023    | 97:39:58 |
| 1a            | 1a          | TRAILCAT 200 (Prades)                                 | 328 km.    | 8.500 m.    | 1 març 2023      | 55:10:00 |
| 14a           | 1a          | Trail Menorca Camí de Cavalls (Ciutadella de Menorca) | 185 Km.    | 2.863 m.    | 21 maig 2023     | 23:16:43 |
| 3a            | 1a          | Raid de l'Archange (Beaumont-Hague)                   | 305 km.    | 5.000 m.    | 15 juny 2023     | 30:57:55 |
| 23a           | 5a          | Hardrock 100 (Silverton)                              | 100 milles | 10.000 m.   | 14 juliol 2023   | 34:51:48 |
| 1a            | 1a          | Tahoe 200 Miles Endurance Run (Homewood)              | 200 milles | 18.428 m.   | 24 juliol 2023   | 62:24:48 |
| 7a            | 1a          | Kodiak Ultra Marathon (Big Bear Lake)                 | 100 milles | 5.500 m.    | 13 octubre 2023  | 21:10:28 |
| 2a            | 1a          | 360° The Challenge Gran Canaria (Tejeda)              | 269 km.    | 13.000 m.   | 17 novembre 2023 | 58:29:40 |